# Strophurus
Strophurus – rodzaj jaszczurek z rodziny Diplodactylidae.

## Zasięg występowania
Rodzaj obejmuje gatunki występujące endemicznie w Australii (Nowa Południowa Walia, Terytorium Północne, Queensland, Australia Południowa, Wiktoria i Australia Zachodnia). 

## Systematyka
Rodzaj zdefiniował w 1843 roku austriacki przyrodnik Leopold Fitzinger w publikacji własnego autorstwa poświęconej systematyce gadów. Gatunkiem typowym jest (oryginalne oznaczenie) Strophurus strophurus.

### Etymologia
- Strophurus i Strophura: gr. στροφος strophos ‘skręcone’, od στρεφω strephō ‘skręcać, zaplatać’[7]; ουρα oura ‘ogon’[8].
- Oedurella: rodzaj Oedura Gray, 1842 (edura); łac. przyrostek zdrabniający -ella[9]. Gatunek typowy (oznaczenie monotypowe): Oedurella taeniata Lönnberg & Andersson, 1913.
- Eremiastrophurus: gr. ερημια erēmia ‘pustynia’[10]; rodzaj Strophurus Fitzinger, 1843. Gatunek typowy (oryginalne oznaczenie): Diplodactylus elderi Stirling & Zietz, 1893.

### Podział systematyczny
Do rodzaju należą następujące gatunki: 

- Strophurus assimilis (Storr, 1988)
- Strophurus ciliaris (Boulenger, 1885) – gałkopalczyk orzęsiony[11]
- Strophurus congoo Vanderduys, 2016
- Strophurus elderi (Stirling & Zietz, 1893)
- Strophurus horneri Oliver & Parkin, 2014
- Strophurus intermedius (Ogilby, 1892)
- Strophurus jeanae (Storr, 1988)
- Strophurus krisalys Sadlier, 2005
- Strophurus mcmillani (Storr, 1978)
- Strophurus michaelseni (Werner, 1910)
- Strophurus rankini (Storr, 1979)
- Strophurus robinsoni (Smith, 1995)
- Strophurus spinigerus (Gray, 1842)
- Strophurus spinula Sadlier, Beatson, Brennan & Bauer, 2023
- Strophurus strophurus (Duméril & Bibron, 1836)
- Strophurus taeniatus (Lönnberg & Andersson, 1913)
- Strophurus taenicauda (De Vis, 1886)
- Strophurus trux Vanderduys, 2017
- Strophurus wellingtonae (Storr, 1988)
- Strophurus williamsi (Kluge, 1963) – diplopalczyk wschodnioaustralijski[12]
- Strophurus wilsoni (Storr, 1983)